# Festuca nitida
Festuca nitida là một loài thực vật có hoa trong họ Hòa thảo. Loài này được Kit. mô tả khoa học đầu tiên năm 1814.